# Кондитерська компанія Торая

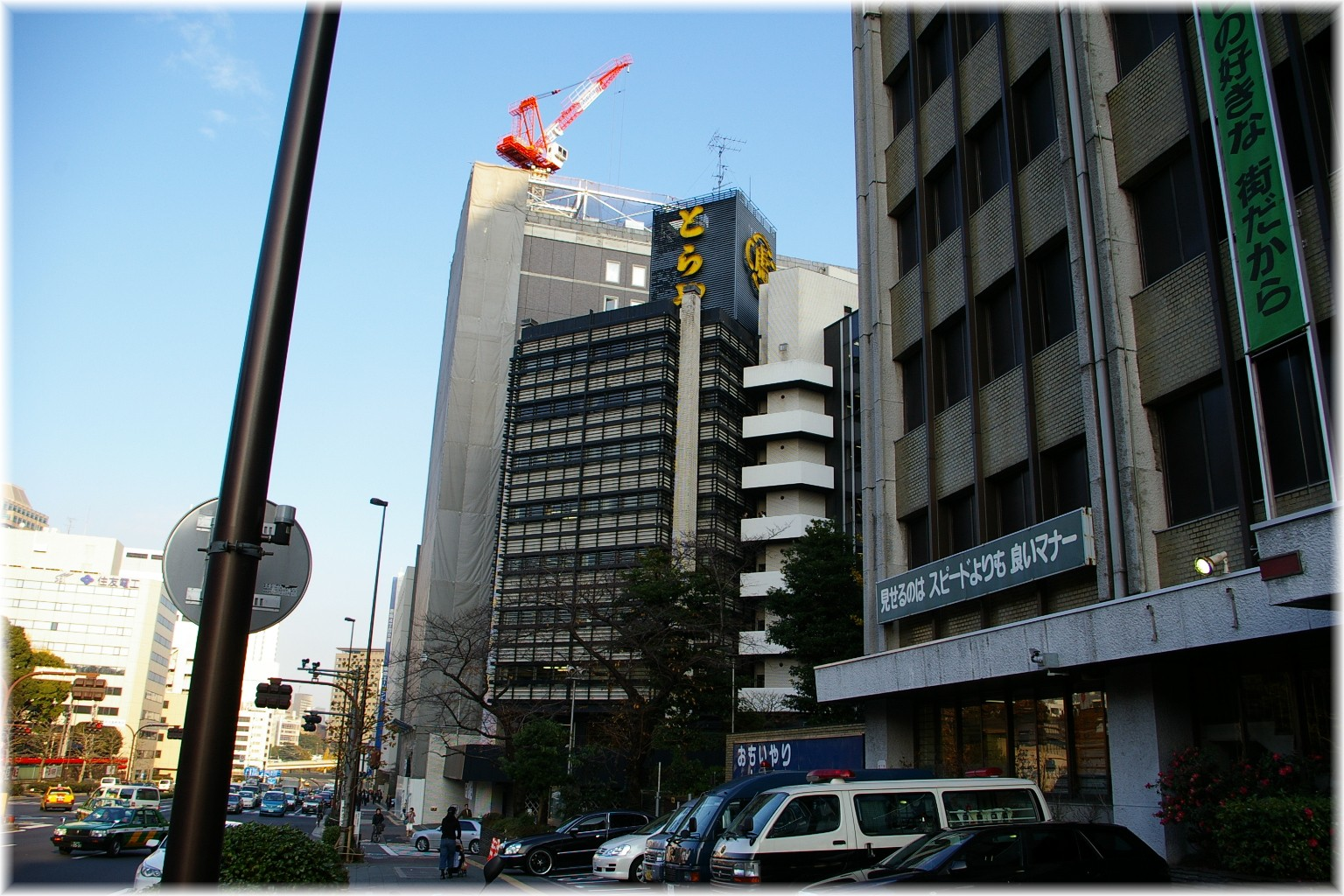
Будівля Торая

ТоВ «Торая» (яп. 株式会社虎屋, англ. Toraya Confectionery Co. Ltd.) — Японська кондитерська компанія. Її основний офіс розташований в Акасака, Мінато, Токіо. Компанію Торая заснував Курокава Енчю в місті Кіото 1600 року.